# فن سايكدلي

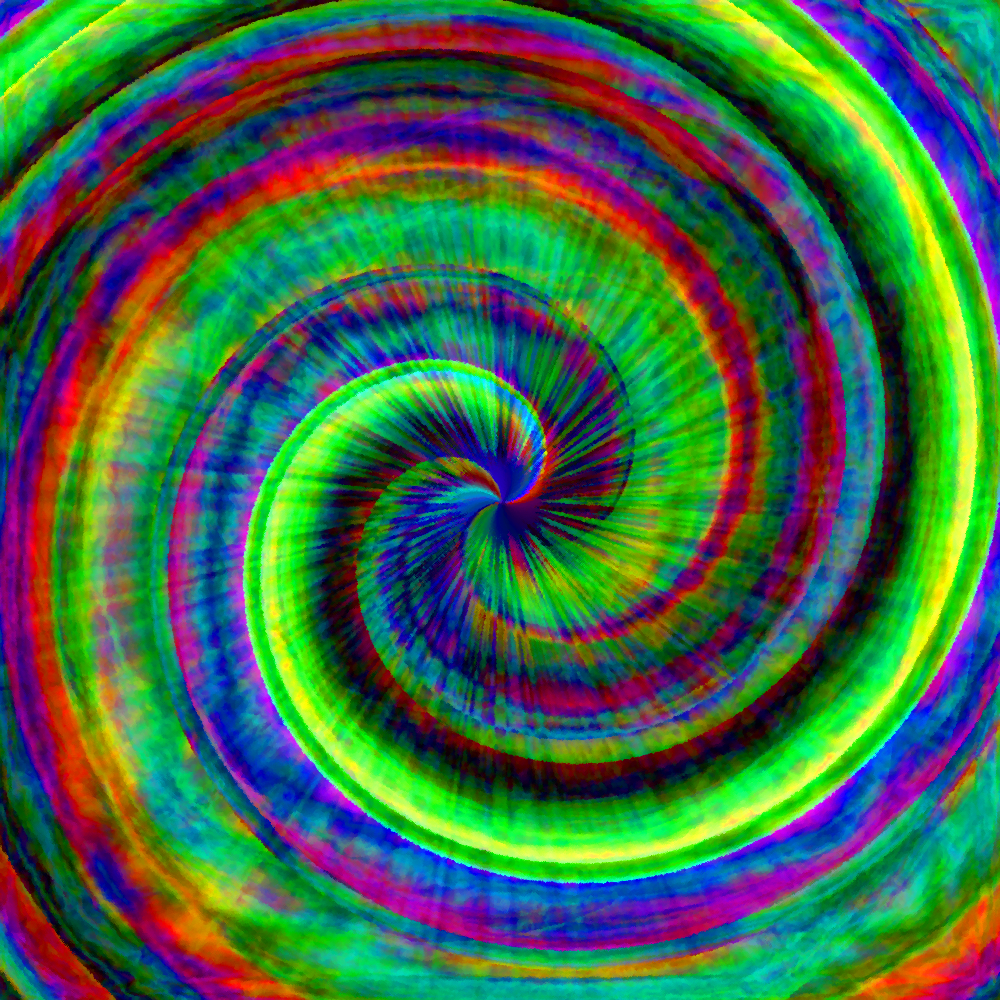
A دوامة نمط الفن تحت تأثير المخدر

فن سايكدلي (بالإنجليزية: Psychedelic art)‏ هو أي فن أو عرض مرئي يقوم به أشخاص تحت تأثير الخدر أو الهلوسة أو تناولوا عقاقير ذات التأثير النفسي جعلتهم بوعي غير كامل.
و من أبرز الفنون البصرية التي قد يقوم بها أشخاص مخدرون نجد موسيقى الروك، ملصقات الحفلات الموسيقية، وأغطية الألبوم، وعروض الضوء السائل، والجداريات، والكتب المصورة،وهو عبارة عن تفريغ لطاقة سلبية

## أصوله
نشأ الفن السايكدلي من فكرة أن حالات الوعي المتغيرة التي تسببها العقاقير المخدرة مصدر للإلهام الفني. تشبه حركة الفن السايكدلي الحركة السريالية في أنها تنص على آلية للحصول على الإلهام. في حين أن آلية السريالية هي ملاحظة الأحلام، يتجه الفنان السايكدلي إلى الهلوسة التي تسببها المخدرات. ترتبط كلتا الحركتين بقوة مع التطورات الهامة في العلوم. في حين كان السريالي مفتونًا بنظرية فرويد في اللاوعي، انطلق الفنان السايكدلي حرفيًا من اكتشاف ألبرت هوفمان لعقار إل إس دي.
كانت أول الأمثلة على «الفن السايكدلي» أدبية وليست مرئية، على الرغم من وجود بعض الأمثلة في حركة الفن السريالي، مثل ريميديوس فارو وأندريه ماسون. ومن الأمثلة الأولى الأخرى أنطونين أرتود الذي يكتب عن تجربته مع البيوت في رحلة إلى أرض تاراهومارا (1937) وهنري ميشو الذي كتب المعجزة البائسة (1956)، لوصف تجاربه مع المسكالين والحشيش.
يظل أبواب الإدراك لألدوس هوكسلي (1954) والجنة والجحيم (1956) من أشد ما يعبر عن التجربة السايكدلية.
بعد اكتشاف الإل إس دي مباشرةً في عام 1943، كان ألبرت هوفمان وزملاؤه في معامل ساندوز مقتنعين بقوته وكفاءته. بعد عقدين من اكتشافه، سوقت له سانزون كعقار هام للأبحاث النفسية والعصبية. ورأى هوفمان أيضًا ما يستطيع العقار أن يفعله للشعراء والفنانين. وأبدى اهتمامًا كبيرًا بتجارب المخدر على الكاتب الألماني إرنست جونجر. أجرى عالم النفس المعتمد في لوس أنجلوس أوسكار جانيجر تجارب فنية مبكرة على عقار الإل إس دي في سياق سريري. طلب جانيجر من مجموعة من 50 فنانًا مختلفًا أن يرسم كل منهم لوحة من الحياة عن موضوع من اختيارهم. ثم طُلب منهم أن يرسموا نفس اللوحة تحت تأثير الإل إس دي (الليسرجيد). قارن جانيجر وكذلك الفنانون بين اللوحتين. أقر الفنانون بالإجماع تقريبًا أن الليسرجيد كان محفزًا للإبداع عندهم.
تبنت الثقافات المضادة في أمريكا لاحقًا ثقافة العقارات السايكدلية (المهلوسة). أصبح شاعرا البيت ألين جنسبرغ وويليام إس. بوروز مسحورين بالعقاقير المخدرة في وقت مبكر من خمسينيات القرن العشرين كما يظهر في خطابات الياجيه (1963). عرف البيتيون دور المخدرات كالسُكر المقدس في الطقوس الأمريكية الدينية الأصلية، وتفهموا فلسفة السرياليين والرمزيين الذين دعوا إلى «الإرباك التام للحواس» (إعادة صياغة لآرثر رمبو). كانوا يعرفون أن حالات الوعي المتغيرة لعبت دورًا في التصوف الشرقي. انكبّوا على المخدرات المهلوسة كعلاج نفسي. كان الليسرجيد بمثابة الحافز المثالي ليلهب مزيج الأفكار الانتقائية التي جمعها البيتيون في ترياق منفس عن المشاعر واسع الانتشار إهداءً إلى روح الجيل القادم.

## الثقافة المضادة في الستينيات من القرن العشرين
كان المؤيدون الرئيسيون لحركة الفن السايكدلي في ستينيات القرن الماضي فناني الملصقات في سان فرانسيسكو مثل: ريك جريفين وفيكتور موسكوسو وبوني ماكلين وستانلي ماوس وألتون كيلي وويس ويلسون. استلهمت ملصقات حفل موسيقى الروك السايكدلية من آرت نوفو وفيكتوريانا ودادا وفن البوب. كانت «ملصقات فيلمور» من بين أبرز ما قُدم في ذلك الوقت. كانت الألوان المشبعة الغنية في التباين الصارخ، والحروف المزخرفة بشكل متقن، والتركيب شديد التماثل، وعناصر الكولاج، والتشوهات شبه المطاطية، والأيقونات الغريبة كلها سمات مميزة لأسلوب فن الملصق المخدر في سان فرانسيسكو. ازدهر هذا الأسلوب منذ نحو عام 1966 إلى 1972. كان عملهم مؤثرًا على الفور في فن غلاف الألبوم المسجل الفينيلي، وبالفعل عمل جميع الفنانين المذكورين أيضًا على أغلفة ألبومات.
ظلت أن سان فرانسيسكو محورًا للفن السايكدلي في أوائل السبعينيات من القرن الماضي، إلا أن الأسلوب تطور أيضًا دوليًا: أصبحت الفنانة البريطانية بريدجيت رايلي مشهورة بلوحاتها الفنية البصرية ذات الأنماط السايكدلية التي تخلق أوهامًا بصرية. أبدع ماتي كلاورين روائع سايكدلية لألبومات مايلز ديفيس التي تدمج الجاز والروك، وكذلك لأغاني الروك اللاتينية لكارلوس سانتانا. عملت بينك فلويد كثيرًا مع المصممين المقيمين في لندن، ومجموعة هيبنوسيس لإنشاء رسومات لتوضيح الأفكار في ألبوماتهم. رسم ويليم دي ريدر رسمة غلاف لفان موريسون. أنتج فنانو منطقة لوس أنجلوس مثل جون فان هامرسفيلد ووارين دايتون وآرت بيفاكوا وفنانو نيويورك بيتر ماكس وميلتون جلاسر جميعًا ملصقات للحفلات الموسيقية أو الحركات الاجتماعية (مثل الحركة المناهضة للحرب) التي تجمعت بشكل كبير خلال هذا الوقت. ركزت غلاف مجلة لايف والمقال الرئيسي بها لقضية 1 سبتمبر 1967 في ذروة صيف الحب على انفجار الفن السايكدلي في الملصقات والفنانين كقادة في مجتمع ثقافة الهيبيز المضادة. 